# Georges Dubois (résistant)
Pour les articles homonymes, voir Georges Dubois et Dubois.
Georges Dubois, né le 22 juin 1896 au Havre et mort le 5 décembre 1971 à Nouméa (Nouvelle-Calédonie), est un officier français, ancien combattant des deux guerres, Compagnon de la Libération.

## Biographie
Georges Dubois arrive en Nouvelle-Calédonie à l'âge de 4 ans. Il y fait ses études et passe son baccalauréat avant d'être mobilisé en 1915. Gazé en novembre 1918, il est démobilisé en septembre 1919 et rentre en Nouvelle-Calédonie comme officier de réserve avec la Croix de guerre.
Il devient ensuite ingénieur géomètre et se marie en 1924.
Lorsqu'arrive la Seconde Guerre mondiale, il est de ceux qui refusent l'armistice et se rangent du côté du général de Gaulle. Il s'engage activement aux côtés de Michel Vergès et Raymond Pognon dans les événements qui aboutissent au ralliement de la Nouvelle-Calédonie à la France Libre, notamment en favorisant la tenue d'une large manifestation pro-gaulliste le jour où Henri Sautot débarque à Nouméa, le 19 septembre 1940.
Lorsque le gouverneur Sautot instaure par décret la Milice Civique de la France Libre en 1941, Georges Dubois en prend la tête. Il est fait Compagnon de la Libération par décret du 11 février 1942.
À la suite des troubles découlant de l'opposition entre Sautot et l'envoyé du général de Gaulle, l'amiral Thierry d'Argenlieu, le capitaine Dubois s'engage dans les FFL et rejoint la 2e DFL.
Georges Dubois rentre en Nouvelle-Calédonie après la guerre et y prend la tête du service topographique jusqu'à sa retraite en 1957.

## Distinctions
- Chevalier de la Légion d'honneur
- Compagnon de la Libération par décret du 11 Février 1942[3]
- Croix de guerre 1914-1918
- Médaille de la Résistance française, avec rosette par décret du 31 mars 1947[4]
- Croix du combattant
- Croix du combattant volontaire de la Résistance
- Commandeur de ordre de l'Étoile d'Anjouan (Comores)
- Officier de l'ordre de l'Étoile noire (Bénin)